# Morienne

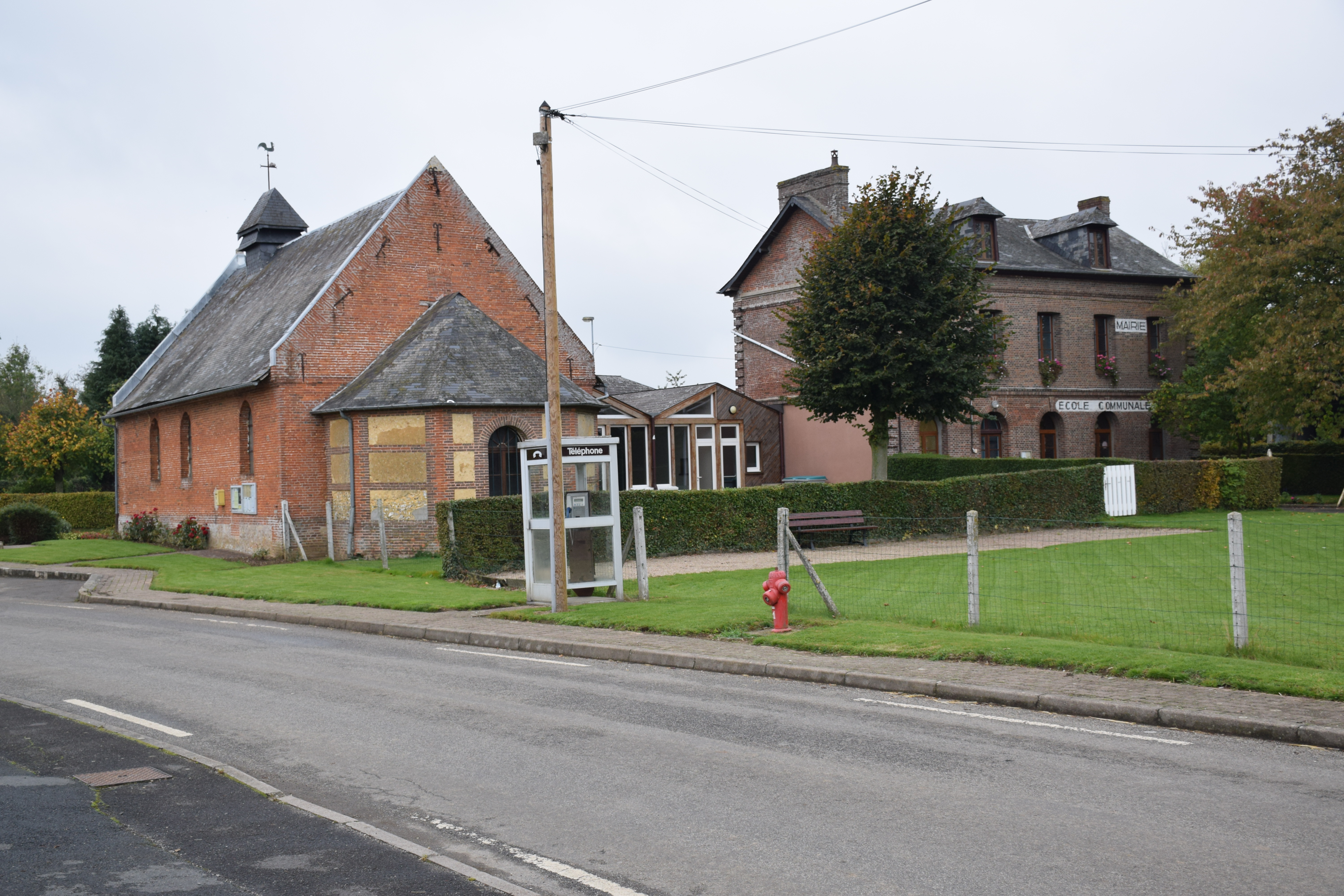
Morienne

Morienne  ist eine französische Gemeinde mit 186 Einwohnern (Stand 1. Januar 2022) im Département Seine-Maritime in der Region Normandie. Sie gehört zum Arrondissement Dieppe und zum Kanton Gournay-en-Bray.

## Nachbargemeinden
Nachbargemeinden von Morienne sind Ellecourt im Nordosten, Aumale im Südosten, Haudricourt im Süden, Nullemont im Südwesten und Marques  im Nordwesten.

## Bevölkerungsentwicklung
| Jahr                      | 1962 | 1968 | 1975 | 1982 | 1990 | 1999 | 2014 |
| Einwohner                 | 193  | 225  | 233  | 180  | 190  | 178  | 175  |
| Quelle: Cassini und INSEE |      |      |      |      |      |      |      |